# Nettancourt
 Nettancourt  là một xã thuộc tỉnh Meuse trong vùng Grand Est đông nam nước Pháp. Xã này nằm ở khu vực có độ cao trung bình 175 mét trên mực nước biển.
Thị trấn nằm ở hữu ngạn sông Chée, song chảy theo hướng nam qua phía đông thị trấn.